# التركيبة السكانية في كاليدونيا الجديدة

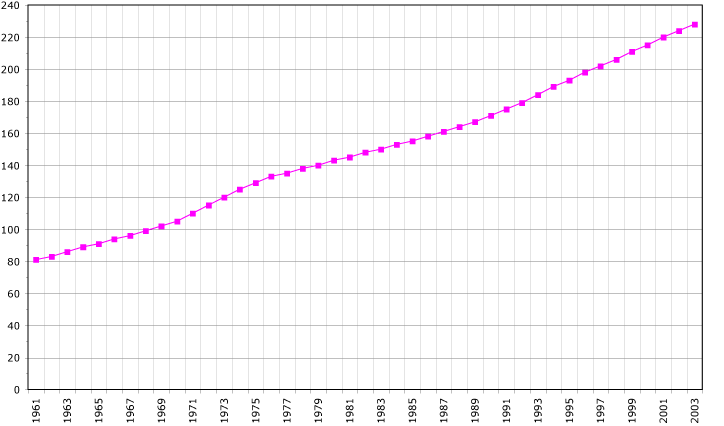
النمو السكاني

تتناول هذه المقالة السّمات الديموغرافية لسكان كاليدونيا الجديده، بما في ذلك الكثافة السكانية والعرق والمستوى التعليمي وصحة السكان والوضع الاقتصادي والانتماءات الدينية والجوانب الأخرى للسكان.

## احصاءات حيوية
المواليد والوفيات 

## جماعات عرقية
شكّل العرق الميلانيزي المعروف باسم كاناك 41.2٪ من السكان في عام 2019 ، ويليهم الأوروبيون بنسبة 24.1٪. الأوروبيون هم أكبر مجموعة عرقيه في مقاطعة الجنوب، حيث أنهم يشكلون الأكثرية، بينما أن الكاناك هم الأغلبية في المقاطعتين الأخريين.باقي السكان هم واليس وفوتونان (8.3٪) ، تاهيتي (2.0٪) ،إندونيسيون (1.4٪) ني فانواتو (0.9٪) ، فيتناميون، آسيويون آخرون (0.4)، مختلطون (11.3٪) ، وتنتمي إلى مجموعات عرقيه أخرى (9.5٪). 

## الإحصاءات الديموغرافية لـكتاب حقائق العالم لوكالة المخابرات المركزية
الإحصاءات الديموغرافية التاليه مأخوذة من كتاب حقائق العالم لوكالة المخابرات المركزيه. 

### الهيكل العمري
- صفر - 14 سنة: 21.74٪ (ذكور 32227 / إناث 30819)
- 15-24 سنة: 15.63٪ (ذكور 23164 / إناث 22163)
- 25–54 سنة: 43.73٪ (ذكور 63,968 / إناث 62,856)
- 55 - 64 سنة: 9.06٪ (ذكور 12,700 / إناث 13,568)
- 65 سنة فأكثر: 9.84٪ (ذكور 12552 / إناث 15992)

### تعداد السكان
- 290.009

### معدل النمو السكاني
- 1.25٪

### معدل المواليد
- 14.5 مولود لكل 1000 نسمة

### معدلالوفيات
- 5.9 حالة وفاة / 1000 نسمة

### معدل صافي الهجرة
- 3.8 مهاجر / 1000 نسمة

### نسبة الجنس
- عند الولادة: 1.05 ذكر / أنثى
- 0-14 سنة: 1.05 ذكر / أنثى
- 15-24 سنة: 1.05 ذكر / أنثى
- 25-54 سنة: 1.02 ذكر / أنثى
- 55 - 64 سنة: 0.94 ذكر / أنثى
- 65 سنة فأكثر: 0.78 ذكر (ذكور) / أنثى
- مجموع السكان: 1 ذكر / أنثى (2020) تقديرات. )

### معدلوفيات الرضع
- المجموع: 5 وفيات / 1,000 ولادة حية
- الذكور: 5.9 حالة وفاة / 1000 ولادة حية
- الإناث: 4.1 حالة وفاة / 1000 ولادة حية

### متوسط العمر المتوقععند الولادة
- مجموع السكان: 78.4 سنة
- ذكور: 74.4 سنة
- الإناث: 82.5 سنة

### معدلالخصوبة الإجمالي
- 1.88 مولود / امرأة

### جنسية
- اسم: كاليدونيا الجديدة (ق)
- صفة: كاليدونيا الجديدة

### الأديان
- الروم الكاثوليك 60٪
- البروتستانتية 30٪
- 10٪ أخرى

### جماعات عرقية
- كاناك 39.1٪
- الأوروبيون 27.1٪
- الواليزية والفوتونية 8.2٪
- التاهيتي 2.1٪
- الأندونيسي 1.4٪
- ني فانواتو 1٪
- فيتناميون 0.9٪
- 17.7٪ أخرى
- غير محدد 2.5٪

### اللغات
- الفرنسية (الرسمية)
- 33 لهجات ميلانيزية - بولينيزية

### معرفة القراءة والكتابة
- التعريف: سن 15 وما فوق يمكنه القراءة والكتابة
- مجموع السكان: 96.9٪
- الذكور: 97.3٪
- أنثى: 96.5٪